# Peter Ligendza
Peter Ligendza, född 1943 i Jauer i Schlesien, är en tysk oboist och dirigent.

## Biografi
Peter Ligendza växte upp i det tyska förbundslandet Bayern. Genom kommunala musikskolan förälskade han sig tidigt i instrumentet oboe och bestämde sig för att bli yrkesmusiker. 1960–1965 studerade han musik med oboe som huvudinstrument vid Bayerisches Staatskonservatorium i Würzburg och vid musikhögskolan i Hannover och 1970–1974 dirigering för Hanns Reinartz, Rudolf Kempe och Carlos Kleiber.

Peter Ligendza har varit manager för och konstnärlig rådgivare till den svenska operasångaren Catarina Ligendza, som han är gift med sedan 1965.

## Verksamhet som oboist
1965 blev Ligendza alternerande solooboist vid operaorkestern i Saarbrücken. Han spelade också i bachorkestrarna i Hamburg, Würzburg och München, i  Münchner Philharmoniker, i orkestern vid Bachfestspelen i Ansbach och i saarländska radions kammarorkester. 1970/71 vikarierade han som solooboist i orkestern vid Gärtnerplatztheater i München och 1977/78 i Sveriges Radios symfoniorkester.

Som oboesolist spelade Peter Ligendza med Norrköpings symfoniorkester (SVT 1974), med orkestern vid Bachwoche Ansbach och med Kungliga Hovkapellet, bl.a. Mozarts oboekonsert på Drottningholms slott (Sveriges Radio 1974).

Han gjorde inspelningar vid Sveriges Radio, Sender Freies Berlin och Bayerischen Rundfunk, med Bernt Lysell, violin, Bengt Ericsson och Götz Teutsch, cello, Anders  Öhrwall, Günter Jena, cembalo, Hans Lemke och Klaus Thunemann, fagott och Eva Pataki, piano.

Med Catarina Ligendza spelade han in G.F. Händels ”Neun Deutsche Arien” på skiva (Deutsche Grammophongesellschaft), med cembalisten Colin Tilney och musiker ur Berliner Philharmoniker.

## Verksamhet som dirigent
Peter Ligendza har dirigerat Niederösterreichisches Tonkünstlerorchester i Wien, Trondheims symfoniorkester, den symfoniska blåsorkestern vid ”Försvarets Musikk” i Trondheim och  medlemmar ur Sveriges Radios symfoniorchester med verk av Richard Strauss som  spelades in av Sveriges Radio.
Han höll kurser i kammarmusik vid Musikkonservatoriet i Trondheim och vid  internationella orkester- och kammermusikkursen i Ljusdal.

1991 blev Peter Ligendza konstnärlig ledare och dirigent för Östersunds serenadensemble och Jämtlands sinfonietta.
 Förutom turnéer i Sverige genomförde han konsertresor i Tyskland, Finland och Österrike (Wiener Festwochen).

Peter Ligendza uruppförde verk av skandinaviska kompositörer, bl.a. "in memoriam 1791  sopra Requiem di W.A.Mozart" av Olov Franzén (Sverige), "Intrada- Dialog - Danza" av Olof  Lindgren (Sverige), ”Clouds on blue sky, adagio for symphonic Orchestra” av Olov Franzén, och av Terje Björklund (Norge) ”Padjelanta” som är tillägnad Peter och  Catarina Ligendza.